# Política externa do governo Donald Trump

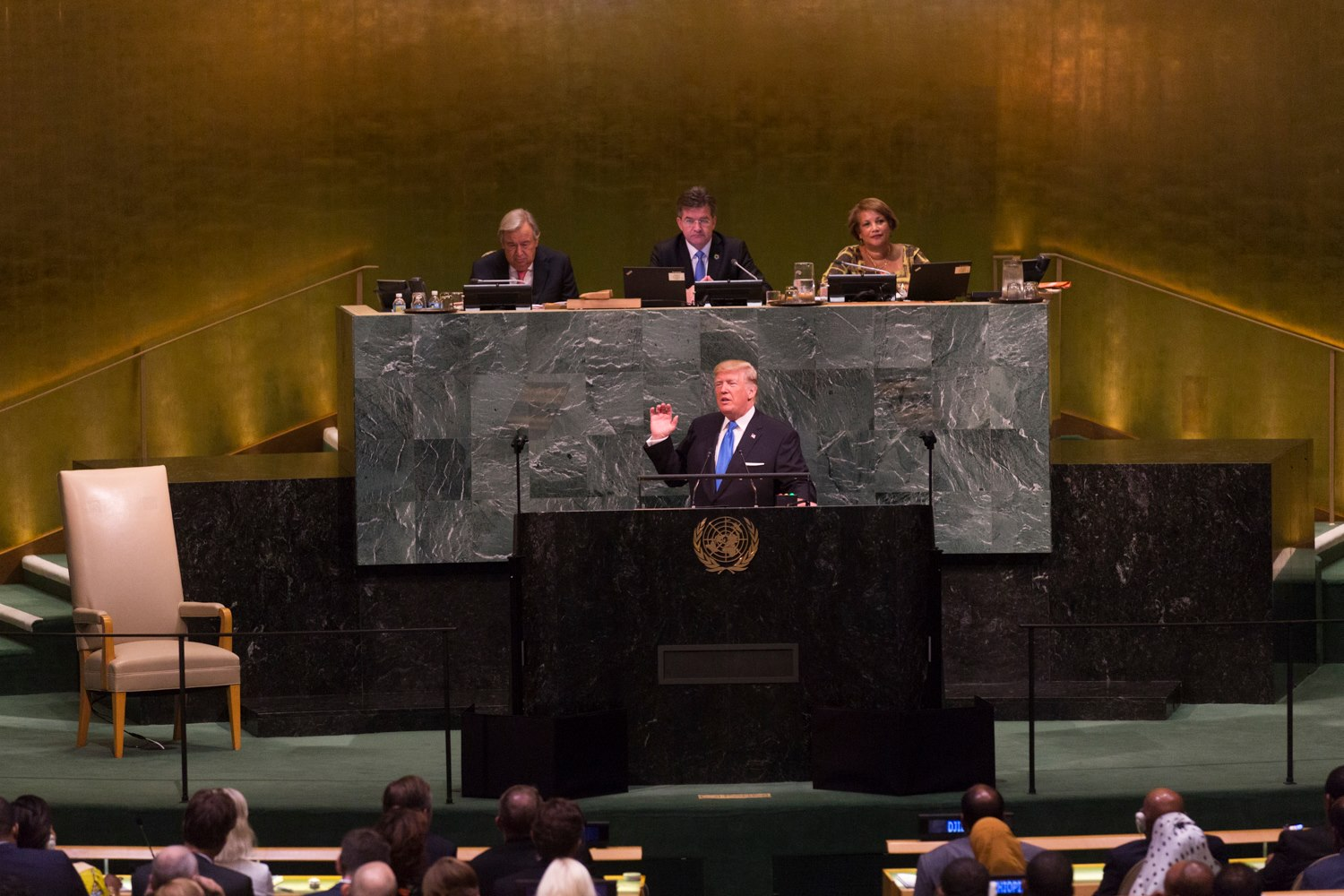
Donald Trump discursa à Assembleia Geral das Nações Unidas, em setembro de 2017.

A política externa do governo Donald Trump esteve centrada em manter a segurança interna através do combate ao terrorismo internacional e fortalecimento da política de fronteiras, além do controle da imigração ao país; um expansão gradual do contingente militar norte-americano e uma aproximação do governo com o setor comercial. Trump descreveu suas intenções diplomáticas como fazer diplomacia onde quer que "antigos inimigos se tornaram amigos". Uma vez que seus compromissos sofreram diversas alterações durante a campanha presidencial de 2016, a linha diplomática de Trump permanece indefinida.
Durante a campanha, Trump comprometeu-se a prover liderança presidencial com forte teor diplomática buscando "restaurar o respeito aos Estados Unidos em todo o globo". O então candidato apoiava, entre outros meios, um robusta sistema de defesa nacional. Em sua primeira proposta orçamentária, Trump propôs um aumento de 54 bilhões de dólares (equivalente a 10%) no orçamento de defesa do país, chegando a um total de 639 bilhões de dólares no orçamento anual de 2018. O presidente têm afirmado que o aumento do orçamento é necessário em visando o combate ao terrorismo, o preparo das tropas e a melhoria da infraestrutura bélica dos Estados Unidos.
Ao tornar-se presidente, Trump buscou apoio dos seus conselheiros da Casa Branca ao invés de apoiar-se somente na equipe do Departamento de Estado, para o qual nomeou como Secretário o empresário texano Rex Tillerson, ex-dirigente da ExxonMobil. Tillerson não possuía carreira política ou diplomática antes de assumir o cargo em 2017, porém mantinha laços estreitos com governantes de nações estrangeiras, como a Rússia. O Departamento de Estado normalmente conta com dois vice-secretários e seis subsecretários, sendo que até março de 2017 a Casa Branca não nomeou nenhum indivíduo para estes cargos. Em muitos casos, Trump têm incumbido seus assessores mais próximos de decisões sobre a política externa norte-americana, nomeadamente seu estrategista político Stephen K. Bannon e o conselheiro-chefe Jared Kushner. Logo nos primeiros meses de governo, Trump têm levado a cabo alguns dos mais decisivos compromissos de campanha, como a restrição imigratória de países islâmicos, sem nenhum parecer público do Departamento de Estado. Em março, Trump propôs um orçamento que, caso aprovado, cortaria em 28% o orçamento do Departamento de Estado, levando a divergências entre analistas políticos sobre a relevância do departamento diplomático em sua política de governo.

## Américas

### Argentina
Donald Trump recebeu o presidente argentino, Mauricio Macri, em Washington D.C. em abril de 2017, eles se reuniram na Casa Branca no dia 27 de abril para falar sobre o comércio entre ambos países. Quando o submarino argentino, ARA San Juan, desapareceu em novembro de 2017 durante uma patrulha de rotina pelo Atlântico-Sul, na costa da Argentina, Trump ofereceu ajuda dos EUA para encontrar o submarino e resgatar as 45 pessoas dentro dele, além disso, postou uma mensagem de apoio ao povo argentino.

### Brasil

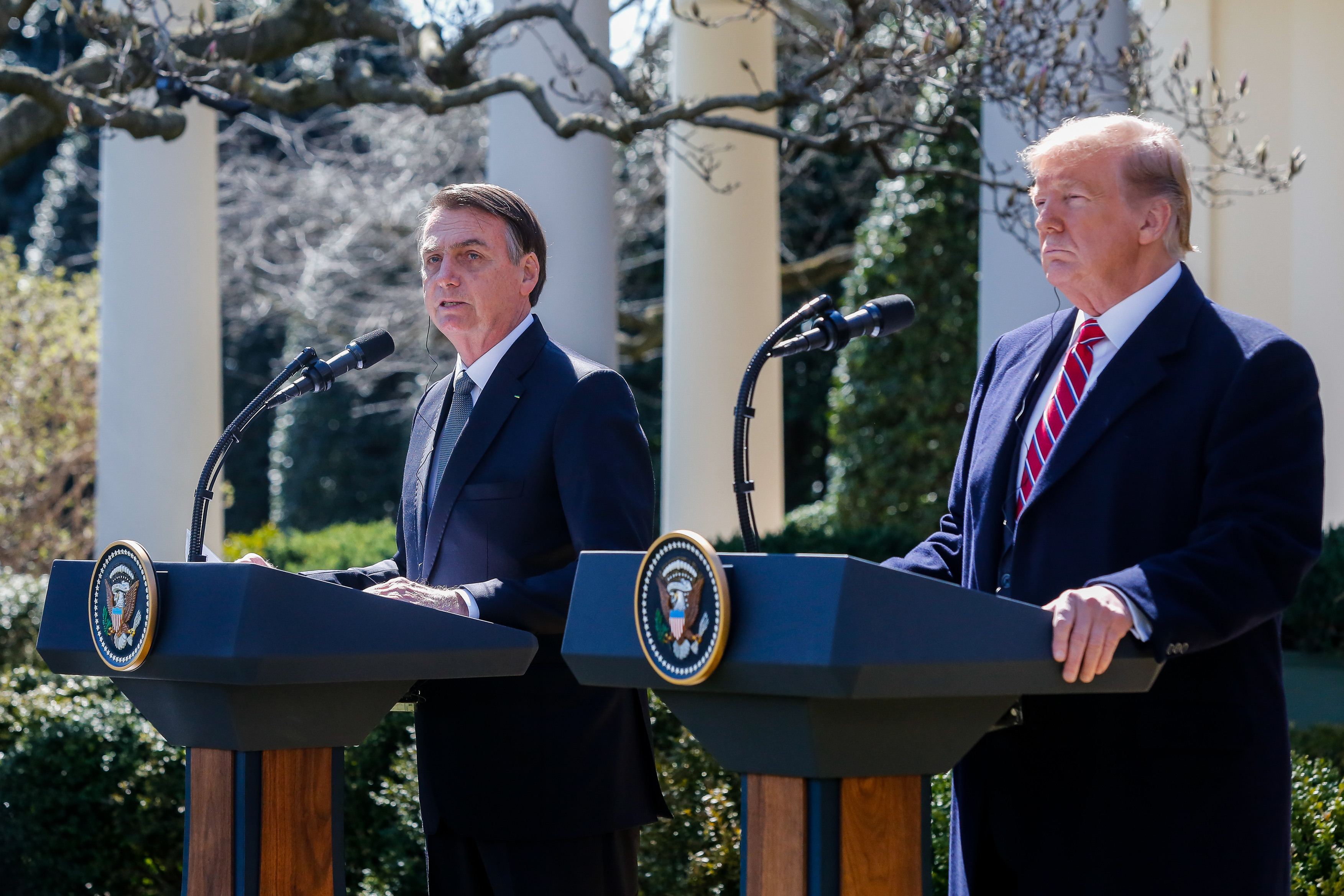
Trump e Bolsonaro na Casa Branca em 19 de março de 2019.

Os dois países voltaram a se aproximar após a vitória do do conservador Jair Bolsonaro na eleição presidencial do Brasil em 2018. Na primeira visita oficial do presidente brasileiro aos Estados Unidos, em março de 2019, Trump anunciou a intenção de designar o Brasil como principal aliado importante extra-OTAN, tendo notificado o Congresso em maio do mesmo ano. Também em maio, o governo americano, por intermédio de Kimberly Breier, secretária de Estado adjunta para Assuntos do Hemisfério Ocidental, anunciou o apoio formal à entrada do Brasil na OCDE. No final de junho de 2019, o ministro da economia do Brasil, Paulo Guedes, anunciou que o Brasil e os EUA iniciaram formalmente negociações para um acordo comercial entre ambos países.

### Canadá

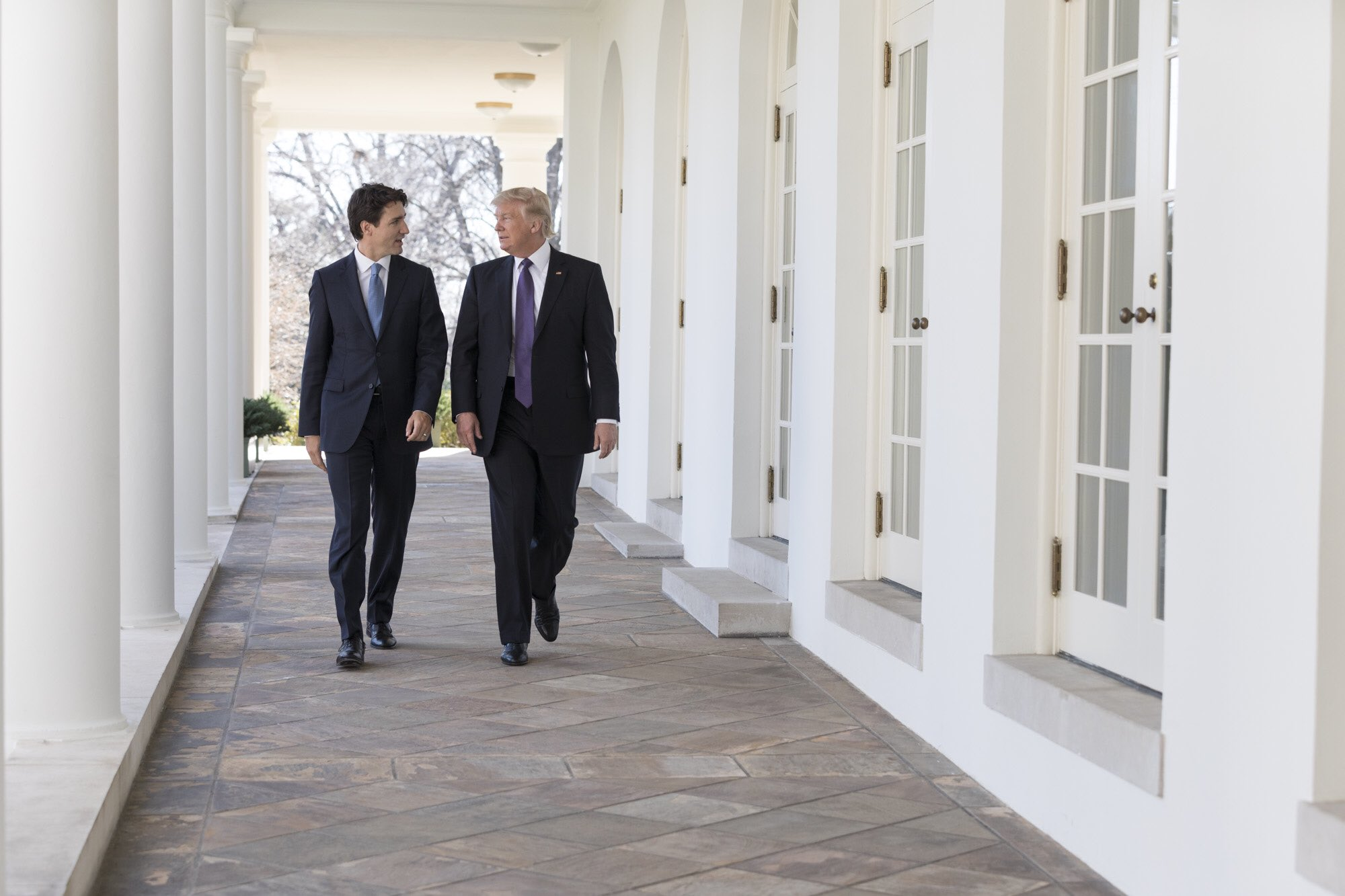
Donald Trump e o Primeiro-ministro canadense Justin Trudeau na Casa Branca, fevereiro de 2017.

Trump reuniu-se com o Primeiro-ministro canadense Justin Trudeau em 13 de fevereiro de 2017 na Casa Branca. Trudeau foi o terceiro líder estrangeiro recebido pelo presidente estadunidenses desde sua posse, em janeiro do mesmo ano, seguindo a Primeira-ministra britânica Theresa May e o homólogo japonês Shinzo Abe. Durante a reunião, Trump declarou acreditar na relação entre os dois países como sendo diferente da relação com o México, afirmando que necessitava somente de "alguns ajustes" na participação canadense no NAFTA. Ainda durante o encontro bilateral, Trump e Trudeau discutiram a cooperação mútua na política fronteiriça, combate ao abuso de opiáceos, implementação de energia renovável e promoção de igualdade das mulheres.
Em abril de 2017, Trump decidiu agir sobre a já extensa disputa comercial entre os dois países sobre o mercado madeireiro, chegando a tensionar um depreciamento das relações diplomática. Após o comentário de que a madeira canadense seria comercializada sob um preço "injusto", o Departamento de Comércio anunciou planos de impor uma taxa retroativa de 30 a 40% sobre os carregamentos de madeira que chegavam em território estadunidense. Em resposta, o Ministério de Comércio do Canadá afirmou que o país "não irá ceder e defenderá vigorosamente nossa indústria".

### Cuba
Durante sua campanha presidencial, Trump expressou sua oposição à restauração de relações diplomáticas plenas com a República de Cuba, endossada durante os anos finais do governo de Barack Obama. Trump afirmou que a restauração de relações diplomáticas só seria cogitado caso o país caribenho se comprometesse a libertar os prisioneiros políticos. Os constantes comentários negativos sobre a política cubana têm representado um retrocesso em sua opinião desde setembro de 2015, quando afirmou que a abertura de relações entre os dois países era "muito boa". Trump também afirmou que se opõe ao "Ato de Ajuste Cubano", que concede o direito de permanência em solo americano aos cubanos vindos da ilha.
Em 16 de junho de 2017, Trump anunciou que estava cancelando todos os acordos anteriores do governo Obama com Cuba, enquanto também expressava esperança de que um novo acordo pudesse ser negociado entre Cuba e os Estados Unidos.

### México
Durante a campanha eleitoral de 2016, Trump enfatizou o policiamento de fronteiras e a imigração ilegal como questões de urgência. O então candidato afirmou: "Quando o México envia seu povo, não estão enviado o seu melhor... Estão trazendo drogas, crimes, são estupradores. E alguns, eu admito, são boas pessoas." Além destas declarações polêmicas, Trump também falou sobre drogas e doenças infecciosas "espalhadas ao longo da fronteira".
Nos discursos de campanha, Trump defendeu constantemente a construção de um muro fronteiriço ao longo da fronteira entre os dois países, acentuando que o governo mexicano arcaria com todos os custos através de taxas de pedágio e tributações pelo NAFTA. Trump afirmou que seu planejado muro seria "um muro real e não um de brinquedo como temos atualmente". Após um encontro com o então presidente mexicano Enrique Peña Nieto em 31 de agosto de 2016, Trump disse que a questão do muro não havia sido debatida. Nieto, por sua vez, rebateu no dia seguinte, afirmando que havia deixado claro que "o México não pagará pelo muro". No dia posterior, Trump reiterou sua posição voltando a afirmar que o México pagaria pela construção de "um muro impenetrável" na fronteira entre os dois países.
Trump também defendeu a imposição de tarifas - entre 15 e 35% - a companhias que mudassem suas operações para o território mexicano. Conglomerados como a Ford Motor Company, Carrier Corporation e a Mondelēz International estiveram entre as empresas citadas pelo candidato em seus pronunciamentos. Trump também prometeu, se eleito presidente, "renegociar ou romper" o NAFTA.

### Nicarágua
No curso da agitação civil na Nicarágua, que começou em abril de 2018, o governo Trump impôs inúmeras sanções e condenações contra o presidente Daniel Ortega e seu governo por violações dos direitos humanos. Trump revogou os vistos americanos de três funcionários de alto escalão do governo da Nicarágua (incluindo o sogro do presidente do país) por o que ele classificou como violações de direitos humanos, corrupção e ordenar ataques em protestos pacíficos. Em 27 de novembro de 2018, Trump emitiu uma ordem executiva que bloqueia propriedades nos EUA de pessoas que, de acordo com Trump, contribuem para a situação na Nicarágua, a ordem visa a Primeira dama e vice-presidente da Nicarágua, Rosario Murilo, e seu assessor Néstor Moncada Lau. Em 17 de abril de 2019, pouco antes do aniversário de um ano da agitação, o governo Trump anunciou sanções ao banco nicaraguense BANCORP e a Laureano Ortega Murillo, que é um dos filhos de Ortega.

## Ásia

### Afeganistão
Durante a campanha eleitoral de 2016, Trump afirmou inicialmente que os Estados Unidos haviam cometido "um terrível erro ao envolver-se no Afeganistão". Contudo, posteriormente, o então candidato renegou o comentário, esclarecendo que a Guerra do Afeganistão era "necessária" e que ele apoiaria a manutenção de um contingente limitado no país.

### China e Taiwan

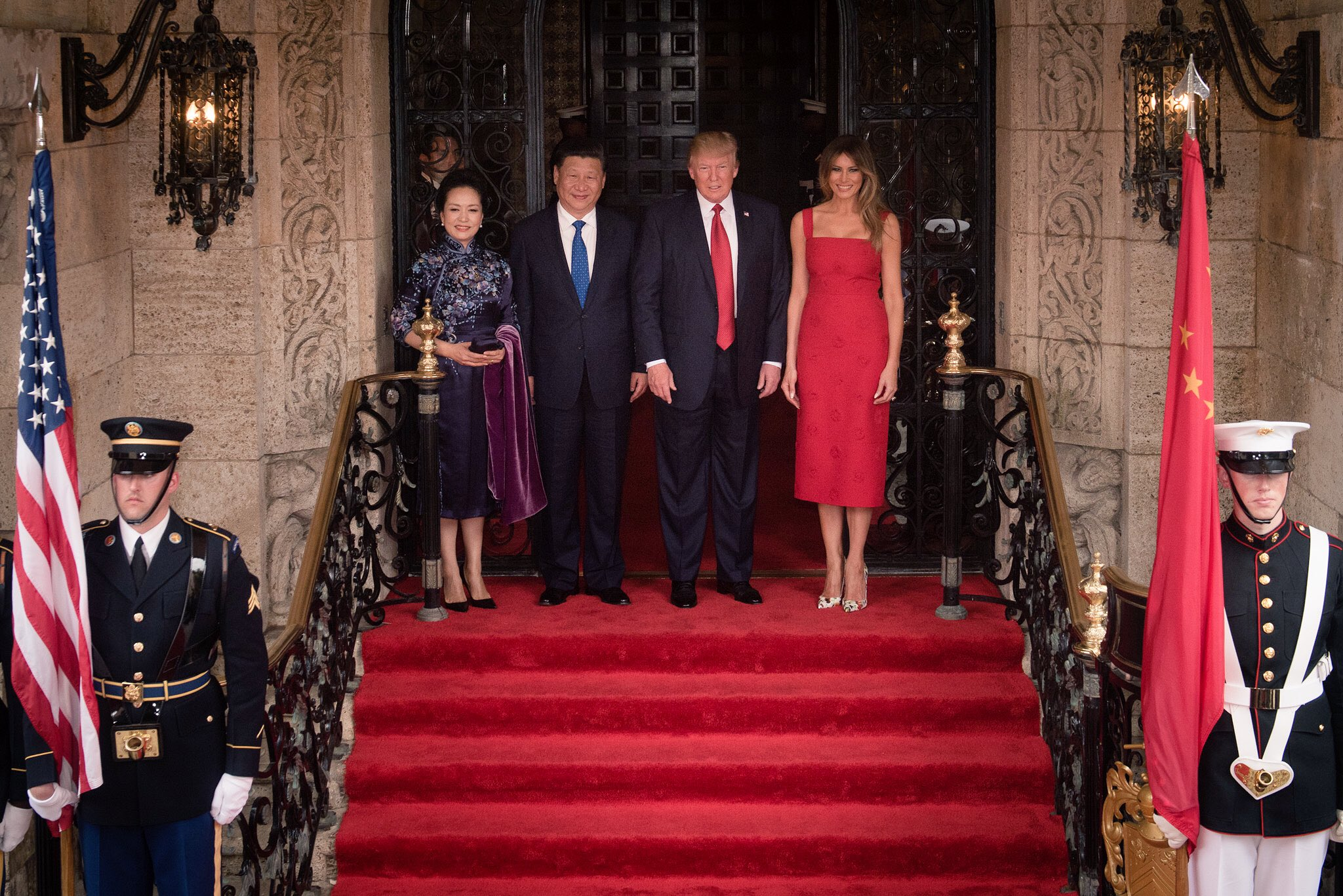
Donald e Melania Trump recebem o Presidente chinês Xi Jinping em Mar-a-Lago, abril de 2017.

Durante a campanha em 2016, Trump havia acusado a República Popular da China de manipulação monetária, prometendo levar a cabo uma ação "rápida, robusta e inequívoca" contra a pirataria, falsificação de produtos estadunidenses e desvios de segredos comerciais e propriedade intelectual norte-americana. O então candidato também condenou a "exportação ilegal de subsídios trabalhistas e ambientais" por parte dos chineses. Em janeiro de 2016, Trump propôs uma tarifa de 45% sobre as exportações chinesas aos Estados Unidos, concedendo "um campo nivelado" aos trabalhadores americanos. Além disso, desconsiderou as possíveis represálias chinesas, como a venda de títulos do Tesouro ou até mesmo o início de uma guerra cambial.
Em 2 de dezembro de 2016, já como presidente-eleito, Trump aceitou uma ligação amistosa da Presidente taiwanesa Tsai Ing-wen. Foi a primeira vez em que tal contacto foi estabelecido entre líderes das duas nações desde 1979, provocando controvérsias com a República Popular da China. Trump disse não estar preso à Política de Uma China, mas estar aberto a negociações.

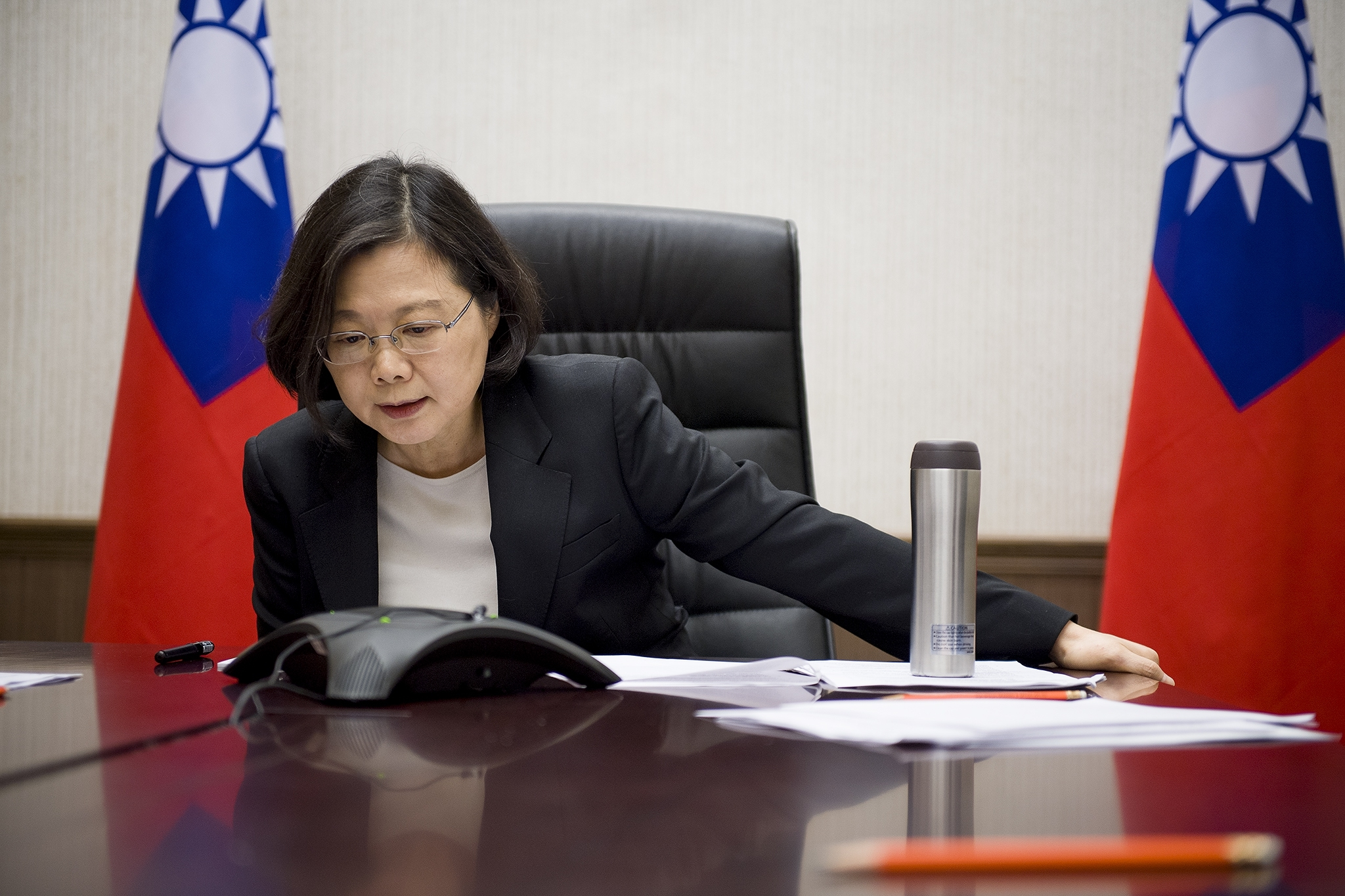
A Presidente taiwanesa Tsai Ing-wen durante conversa telefônica com o então Presidente-eleito Donald Trump, dezembro de 2016.

Durante a audiência de sua confirmação em janeiro de 2017, o Secretário de Estado Rex Tillerson expressou profunda oposição à prática chinesa de construir ilhas artificiais no Mar do Sul da China como forma de reivindicar sua soberania, acrescentando que o acesso chinês a estas ilhas deveria ser bloqueado. Algumas regiões do Mar do Sul da China são reivindicadas por múltiplas nações, como Taiwan, Vietnã, Malásia, Brunei e as Filipinas. Em 23 de janeiro, Sean Spicer, o porta-voz da Casa Branca, afirmou ser esta uma "questão de se as ilhas estão de fato em águas internacionais e não integram o território chinês" para, então, "assegurar que nosso território não será tomado por nenhum outro país".
Em 4 de fevereiro, o Secretário de Defesa James Mattis reafirmou o compromisso de Washington para com o Tratado de Cooperação Mútua e Segurança, incluindo as Ilhas Senkaku no Mar da China Oriental, que também são reivindicadas pelo governo chinês.
Dias após, Trump reafirmou o comprometimento de seu país com a Política de Uma China durante conversa telefônica com o homólogo chinês Xi Jinping. A conversa foi descrita como "cordial" e finalizadora de "um extenso congelamento" nas relações entre as duas potências.

### Japão

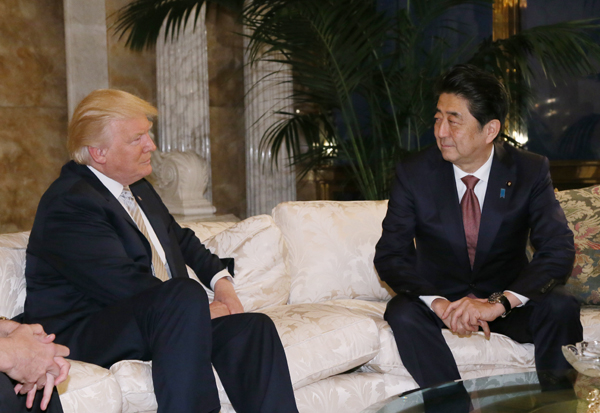
Donald Trump e Shinzō Abe em Nova Iorque, novembro de 2016.

Durante sua campanha até a Casa Branca, Trump acusou o Japão de práticas comerciais injustas "tomando nossos empregos" e de manipulação monetária. O então candidato havia sugerido que o Japão pagasse pela presença militar norte-americana em seu território, chegando propor que o governo japonês investisse em armas nucleares visando um eventual ataque pela Coreia do Norte.
Pouco tempo após sua eleição, Trump recebeu o Primeiro-ministro japonês Shinzo Abe na Casa Branca, tendo este sido o primeiro encontro bilateral da presidência de Trump. Abe afirmou que o presidente estadunidense era "um líder em que podiam confiar". Contudo, após o encontro, Trump voltou a afirmar que o Japão estaria fomentado práticas comerciais desiguais, além de tecer críticas à indústria automobilística do país.
Em janeiro de 2017, os Estados Unidos deixaram formalmente a Parceria Transpacífico, que tem o Japão como um dos países-chave, mas deixou opção em aberto para negociações a nível bilateral.

### Coreia do Norte
Trump têm "se negado a esclarecer seus planos para as relações com a Coreia do Norte", porém afirmou que "não teria problema algum" em reunir-se com o Líder Supremo Kim Jong-un. Trump descreveu Kim como um "maníaco", mas também creditou-lhe por supostamente superar seus rivais ao suceder seu pai no comando do país. No âmbito do teste nuclear norte-coreano de 2016, o então candidato também defendeu pressionar mais a China, incluindo através de restrições comerciais, para "controlar" o governo norte-coreano, acrescentando que a "a China possui controle total sobre a Coreia do Norte". Em setembro de 2016, durante o debate presidencial, Trump afirmou: "a China deveria resolver aquele problema para nós. A China deveria intervir na Coreia do Norte, é totalmente poderosa com relação à Coreia." Além disso, criticou o Plano de Ação Conjunto Global, argumentando que deveria incluir restrições às relações daquele país com o Irã.
Um editorial publicado pela imprensa estatal norte-coreana descreve Trump como um "sábio político" e "visionário candidato presidencial", que poderia trazer benefícios aos dois países. O editorial elogiava ainda uma declaração de Trump de que não queria se envolver em qualquer conflito entre a Coreia do Norte e a Coreia do Sul.

### Filipinas
As relações entre Estados Unidos e Filipinas deterioraram-se desde a eleição de Rodrigo Duterte como presidente em junho de 2016. Duterte expressou forte aversão ao governo de Barack Obama e ameaçou cortar as longas relações diplomáticas entre as duas nações após críticas de Obama aos diretos humanos em seu país. Em dezembro de 2016, o então presidente-eleito Donald Trump aceitou uma conversa telefônica com Duterte, descrevendo posteriormente "a longa história de amizade e cooperação entre os dois países" e concordando que "os dois governos devem continuar trabalhando juntos em questões de interesse comum". Por sua vez, segundo Duterte, Trump teria elogiado sua política de combate às drogas.

## Europa

### Reino Unido

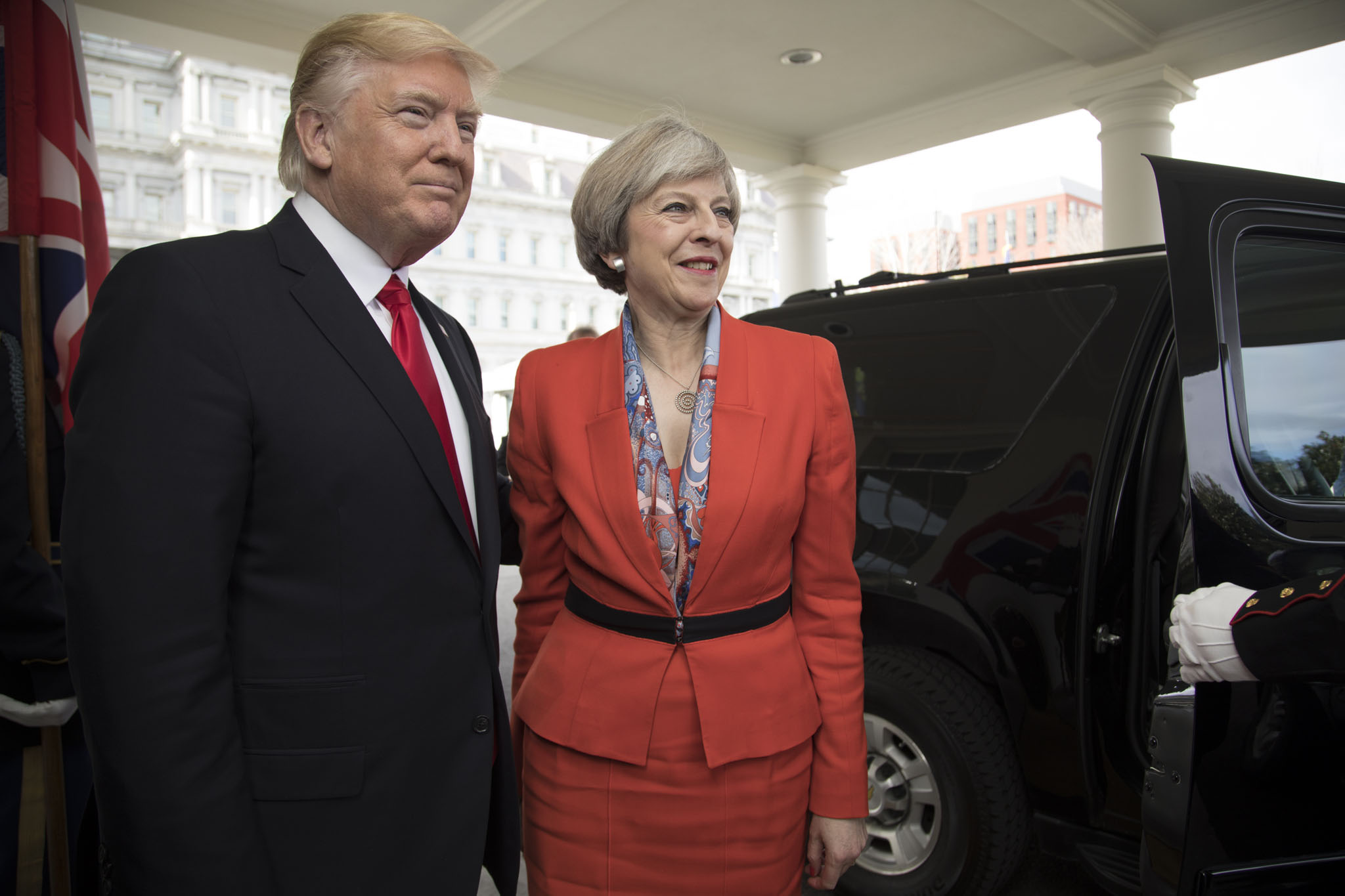
Theresa May foi a primeira líder estrangeira a visitar os Estados Unidos após a posse de Donald Trump, em março de 2017.

Durante a campanha, Trump havia afirmado seu apoio à saída do Reino Unido da União Europeia. Em entrevista com Piers Morgan em maio de 2016, Trump disse que a guinada política empreendida pelo Reino Unido não implicaria em nenhuma diferença nas relações comerciais entre os dois países caso ele fosse eleito presidente.
Em 27 de janeiro de 2017, a Primeira-ministra Theresa May tornou-se o primeiro líder estrangeiro recebido oficialmente por Donald Trump na Casa Branca. Durante a reunião bilateral, Trump reafirmou seu apoio ao Brexit e reiterou sua colaboração com o governo britânico na OTAN.
Em março de 2017, o Secretário de Imprensa da Casa Branca, Sean Spicer, repetiu uma falsa notícia do comentador Andrew Napolitano de que o GCHQ teria grampeado a Trump Tower, em Nova Iorque, sede das Organizações Trump. Após uma forte represália do governo britânico, Spicer e o Conselheiro Nacional de Segurança H. R. McMaster desculparam-se publicamente.

### França
Em conversa telefônica, Trump disse ao então presidente francês François Hollande que "amava a França" e que "não havia um país tão lindo como a França". Contudo, em seu discurso de 2007 na Conservative Political Action Conference, Trump havia afirmado que "a França  já não é mais a França", em referência clara aos grupos de imigrantes. Em resposta, Hollande comprometeu-se a não criticar países aliados e convidou-o a conhecer a cidade de Paris.
Após a eleição de Emmanuel Macron para presidente da França, em abril de 2017, Trump parabenizou Macron: “Parabéns a Emmanuel Macron por sua grande vitória hoje como o próximo presidente da França. Estou ansioso por trabalhar com ele”. As relações entre Estados Unidos e França continuaram amistosas, apesar de algumas desavenças em relação ao comércio internacional, tarifas alfandegárias e meio ambiente.

### Alemanha

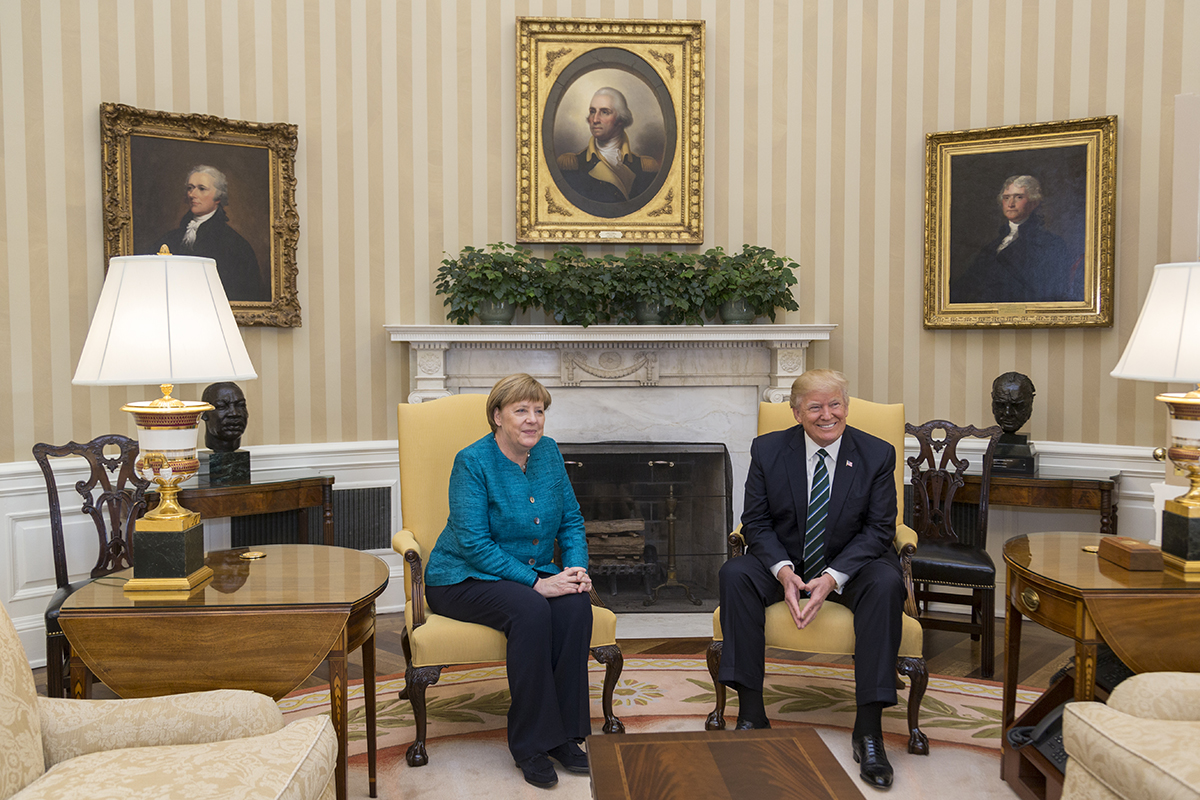
Angela Merkel e Donald Trump na Casa Branca, março de 2017.

Durante sua campanha, Trump foi crítico com a Chanceler alemã Angela Merkel e sua política para com a crise migratória europeia, afirmando: "Todos pensavam que ela era realmente uma grande líder e agora ela mostrou ser uma catástrofe. E ela estará fora se não fizerem uma revolução". Em junho de 2016, o Ministro do Exterior alemão Frank-Walter Steinmeier afirmou estar preocupado com as "promessas contraditórias" de Trump de "fazer a América forte novamente" enquanto reduzia o envolvimento de nações estrangeiras. Steinmeier afirmou que as políticas propostas por Trump "seriam perigosas não somente para os Estados Unidos, mas para toda a Europa e o restante do mundo".
Após tornar-se presidente, Trump recebeu Merkel na Casa Branca em 17 de março de 2017. O encontro bilateral foi descrito como "embaraçoso"; os dois líderes não se cumprimentaram para a foto oficial, além de Trump fazer uma piada sobre escutas telefônicas. Os dois líderes "discordaram educadamente sobre tudo, de imigração a livre comércio". No dia seguinte, Trump publicou através de sua conta no Twitter: "Alemanha deve somas de dinheiro à OTAN e os Estados Unidos devem receber mais pela poderosa e cara defesa que provê aos alemães!".

### Rússia

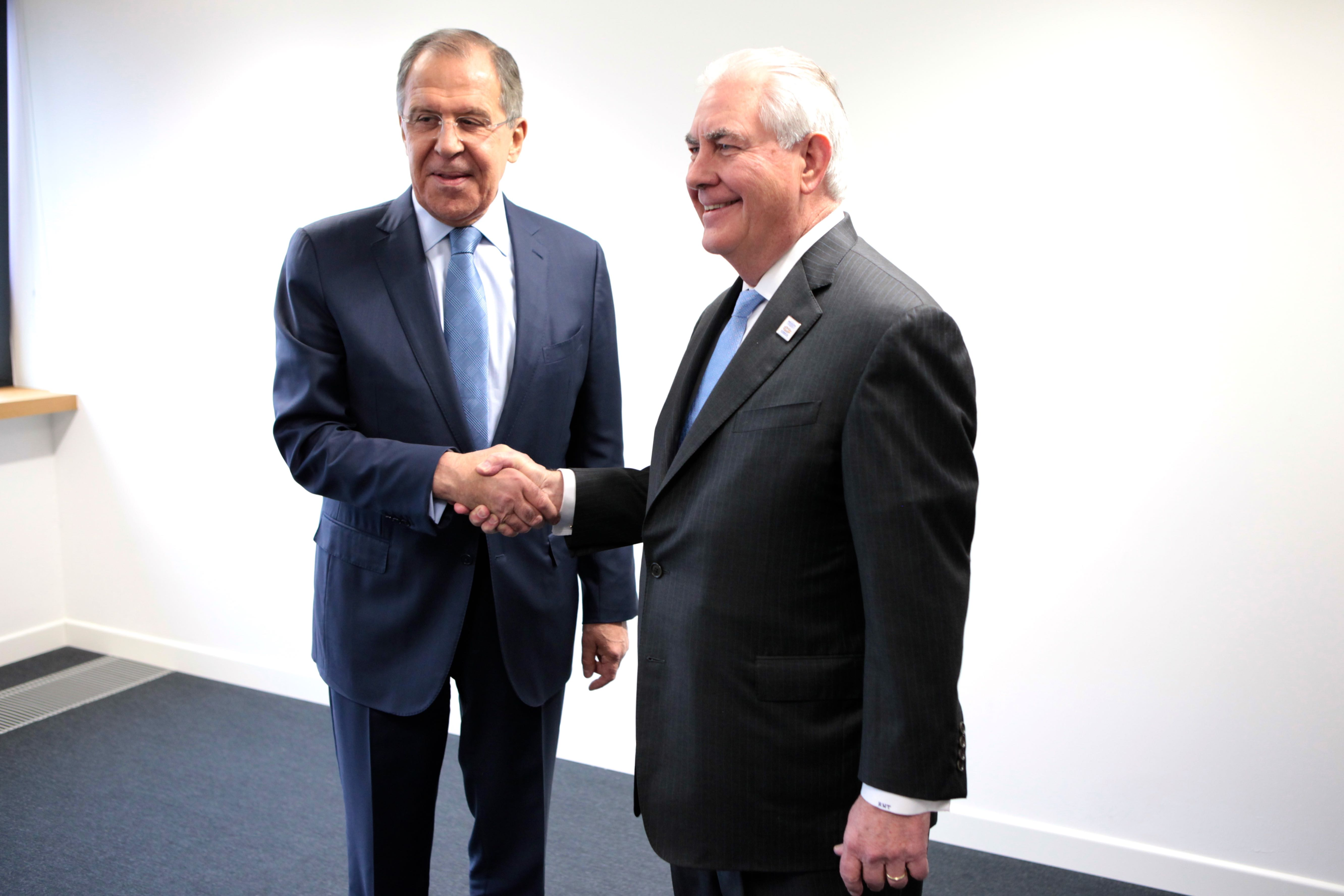
Sergey Lavrov e Rex Tillerson em Bonn, fevereiro de 2017.

Durante sua campanha, Trump havia elogiado o presidente russo Vladimir Putin repetidas vezes, numa relação definida pela imprensa como um bromance. Particularmente, Trump elogiou Putin como "um forte líder" e afirmou esperar "se dar muito bem com ele". Trump descreveu Putin como um "líder melhor" do que Obama ao longo dos anos de 2015 e 2016. Putin, por sua vez, descreveu o então candidato estadunidense como "um homem brilhante e talentoso". Quando questionado sobre alegações de que Putin teria assassinado jornalistas e oponentes políticos, Trump rebateu que os Estados Unidos teriam feio a mesma coisa há anos.
Em 6 de fevereiro de 2017, em entrevista a Bill O'Reilly para a Fox News, Trump rebateu a afirmação do jornalista de que "após 24 horas do telefonema com Putin, as forças pró-russas pararam a violência na Ucrânia". Ele afirmou "respeitar" Putin e desmentiu a afirmação de que o líder russo seria um "assassino", o que levou a CNN a opinar sobre sua aparente intenção de igualar as ações militares norte-americanas com o regime russo.
Em 16 de fevereiro, o Secretário de Estado Rex Tillerson reuniu-se com seu homólogo russo Sergey Lavrov em Bonn, Alemanha. Tillerson informou à imprensa que teria chegado a "um nível comum com a Rússia nos Acordos de Minsk". Lavrov, por sua vez, afirmou que o encontro havia sido produtivo e acrescentou que Moscou estava pronta para cooperar com Washington em todas as questões internacionais. No mesmo dia, o Secretário de Defesa James Mattis declarou que os Estados Unidos não estariam "exatamente preparados" para colaborar com os interesses militares russos, incluindo as operações contra o Estado Islâmico.

## Oriente Médio e África

### Egito
Durante a fase eleitoral, Trump descreveu o Presidente do Egito Abdel Fattah el-Sisi como um "homem fantástico", referindo-se à forma como este administrou o cenário político no país, como o golpe de estado de 2013, que o colocou no poder. Em abril de 2017, durante uma reunião entre os dois líderes na Casa Branca, Trump declarou: "Nós estamos muito atrás do Presidente Sisi - que têm feito um trabalho fantástico em uma situação extremamente difícil". Entretanto, Sisi nunca havia visitado o país durante a administração anterior, uma vez que Obama criticou sua ascensão ao poder por meio de um golpe político.

### Irã
Durante a campanha, Trump sustentou que "o Irã é por hora o poder islâmico dominante no Oriente Médio e a caminho das armas nucleares". O então candidato criticou duramente o Plano de Ação Conjunto Global que havia sido negociado com outros cinco nações em 2015, chamando-o de "terrível" e defendendo que foi elaborado por uma administração Obama "desesperada". Em certa ocasião, Trump afirmou que apesar de discordar do conteúdo do acordo, planejava remodelá-lo ao invés de anulá-lo. Contudo, posteriormente em discurso na American Israel Public Affairs Committee (AIPAC), garantiu "desmantelar o acordo desastroso com Irã" assim que eleito.
Após os testes com mísseis pelo Irã em 29 de janeiro, Trump impôs sanções a 25 cidadãos e entidades do país. Na ocasião, o Conselheiro Nacional de Segurança Michael T. Flynn acrescentou que "os dias de fechar os olhos às hostilidades e ações beligerantes do Irã contra os Estados Unidos e o mundo estão encerrados."
Em 8 de maio de 2018, Trump anunciou que estava retirando os Estados Unidos do Acordo Nuclear com o Irã, assinado entre as grandes potências em 2015, na época da presidência de Obama. Alemanha, Reino Unido, França, Rússia e China criticaram a saída americana e disseram que continuam empenhados em manter o acordo.